# 天平 (東魏)
天平（てんへい）は、南北朝時代の東魏において、孝静帝の治世に使用された元号である。534年10月 - 537年12月。

## 西暦・干支との対照表
| 天平 | 元年  | 2年   | 3年   | 4年   |
| 西暦 | 534年 | 535年 | 536年 | 537年 |
| 干支 | 甲寅  | 乙卯  | 丙辰  | 丁巳  |